# Únehle
Únehle är en ort i Tjeckien.   Den ligger i regionen Plzeň, i den västra delen av landet, 110 km väster om huvudstaden Prag. Únehle ligger 448 meter över havet och antalet invånare är 118.
Terrängen runt Únehle är platt. Runt Únehle är det ganska tätbefolkat, med 108 invånare per kvadratkilometer. Närmaste större samhälle är Stříbro, 4,2 km söder om Únehle. I omgivningarna runt Únehle växer i huvudsak blandskog.